# Liushu, Heilongjiang
Liushu (kinesiska: 柳树, 柳树镇) är en köping i Kina. Den ligger i provinsen Heilongjiang, i den nordöstra delen av landet, omkring 280 kilometer öster om provinshuvudstaden Harbin. Antalet invånare är 23 969. Befolkningen består av 11 643 kvinnor och 12 326 män. Barn under 15 år utgör 13,0 %, vuxna 15-64 år 78 %, och äldre över 65 år 7,0 %.
Runt Liushu är det ganska tätbefolkat, med 60 invånare per kvadratkilometer. Närmaste större samhälle är Wulin, 19,7 km sydväst om Liushu. Trakten runt Liushu består till största delen av jordbruksmark.
Genomsnittlig årsnederbörd är 971 millimeter. Den regnigaste månaden är juli, med i genomsnitt 183 mm nederbörd, och den torraste är januari, med 7 mm nederbörd.